# American Music Awards de 2020
O 48º American Music Awards foi realizado em 22 de novembro de 2020, no Microsoft Theater, em Los Angeles, Estados Unidos, reconhecendo os artistas e álbuns mais populares de 2020. A cerimônia foi transmitida ao vivo pela rede ABC, e foi apresentada pela atriz norte-americana Taraji P. Henson. As indicações foram anunciadas em 26 de outubro de 2020, no Good Morning America, pela cantora britânica Dua Lipa. Roddy Ricch e The Weeknd receberam a maior quantidade de indicações da premiação, com um total de 8 cada, seguidos de Megan Thee Stallion com cinco.

## Antecedentes
Em 17 de julho de 2020, a emissora ABC e a produtora Dick Clark Productions emitiram uma declaração conjunta para anunciar o evento, bem como a data da cerimônia. Programada para ocorrer no Microsoft Theater, em Los Angeles, a premiação será apresentada pela atriz Taraji P. Henson.

## Performances
| Artista(s)                      | Canção(ões)                                                     | Apresentado por  |
| ------------------------------- | --------------------------------------------------------------- | ---------------- |
| Justin Bieber                   | "Lonely" (com Benny Blanco) "Holy" "Monster" (com Shawn Mendes) | —                |
| Katy Perry Darius Rucker        | "As The Deer" "Only Love"                                       | Taraji P. Henson |
| The Weeknd[a]                   | "In Your Eyes" (com Kenny G) "Save Your Tears"                  | Taraji P. Henson |
| Megan Thee Stallion             | "Body"                                                          | Taraji P. Henson |
| Lewis Capaldi                   | "Before You Go"                                                 | Taraji P. Henson |
| Billie Eilish Finneas           | "Therefore I Am"                                                | Taraji P. Henson |
| Nelly [City Spud                | "Country Grammar (Hot Shit)" "E.I." "Ride wit Me"               | Taraji P. Henson |
| Jennifer Lopez Maluma           | "Pa' Ti + Lonely"                                               | Taraji P. Henson |
| Dua Lipa[b]                     | "Levitating"                                                    | Taraji P. Henson |
| Bell Biv DeVoe                  | "Poison" "Do Me!"                                               | Taraji P. Henson |
| Dan + Shay                      | "I Should Probably Go to Bed"                                   | Taraji P. Henson |
| 24kGoldn Iann Dior              | "Mood"                                                          | Taraji P. Henson |
| Shawn Mendes                    | "Wonder"                                                        | Taraji P. Henson |
| Lil Baby                        | "Emotionally Scarred"                                           | Taraji P. Henson |
| Bebe Rexha Doja Cat             | "Baby, I'm Jealous"                                             | Taraji P. Henson |
| Machine Gun Kelly Travis Barker | "Bloody Valentine" My Ex's Best Friend"                         | Megan Fox        |
| BTS[c]                          | "Dynamite" Life Goes On"                                        | Taraji P. Henson |

Notas
- ↑[a]  Ao vivo da ponte 4th Street Bridge, no centro de Los Angeles, Califórnia, nos Estados Unidos.
- ↑[b]  Transmitido ao vivo do teatro Royal Albert Hall, em Londres, na Inglaterra.
- ↑[c]  Pré-gravado no Estádio Olímpico de Seul, em Seul, na Coreia do Sul.

## Vencedores e indicados
As nomeações foram anunciadas em 26 de outubro de 2020, no Good Morning America, por Dua Lipa. Roddy Ricch e The Weeknd foram os mais indicados, com 8 indicações cada, seguidos por Megan Thee Stallion, com cinco. Bad Bunny, DaBaby, Doja Cat, Justin Bieber, Lady Gaga e Taylor Swift receberam quatro indicações, cada.
| Artista do Ano (apresentado por Taraji P. Henson) | Artista Revelação do Ano (apresentado por Paris Hilton) |
| --- | --- |
| - Taylor Swift - Justin Bieber - Post Malone - Roddy Ricch - The Weeknd | - Doja Cat - Lewis Capaldi - DaBaby - Lil Baby - Roddy Ricch - Megan Thee Stallion |
| Videoclipe Favorito | Colaboração do Ano (apresentado por G-Eazy) |
| - Taylor Swift – "Cardigan" - Doja Cat – "Say So" - Future (com part. de Drake) – "Life Is Good" - Lady Gaga & Ariana Grande – "Rain on Me" - The Weeknd – "Blinding Lights" | - Dan + Shay & Justin Bieber – "10,000 Hours" - Cardi B (com part. de Megan Thee Stallion) – "WAP" - DaBaby (com part. de Roddy Ricch) – "Rockstar" - Lady Gaga & Ariana Grande – "Rain on Me" - Megan Thee Stallion (com part. de Beyoncé) – "Savage (Remix)" |
| Cantor de Pop/Rock | Cantora de Pop/Rock |
| - Justin Bieber - Post Malone - The Weeknd | - Taylor Swift - Dua Lipa - Lady Gaga |
| Cantor de Rap/Hip-Hop | Cantora de Rap/Hip-Hop |
| - Juice Wrld - DaBaby - Roddy Ricch | - Nicki Minaj - Cardi B - Megan Thee Stallion |
| Cantor de Country | Cantora de Country |
| - Kane Brown - Luke Combs - Morgan Wallen | - Maren Morris - Gabby Barrett - Miranda Lambert |
| Cantor de Soul/R&B (apresentado por Kristin Cavallari) | Cantora de Soul/R&B (apresentado por Tayshia Adams) |
| - The Weeknd - Chris Brown - John Legend | - Doja Cat - Jhené Aiko - Summer Walker |
| Cantor Latino | Cantora Latina (apresentado por Bad Bunny) |
| - Bad Bunny - J Balvin - Ozuna | - Becky G - Karol G - Rosalía |
| Artista de Rock Alternativo | Artista Adulto Contemporâneo |
| - Twenty One Pilots - Billie Eilish - Tame Impala | - Jonas Brothers - Lewis Capaldi - Maroon 5 |
| Artista de Electronic Dance Music (EDM) | Artista Inspirador Contemporâneo |
| - Lady Gaga - Kygo - Marshmello | - Lauren Daigle - For King & Country - Kanye West |
| Dupla/Grupo de Pop/Rock (apresentado por Anthony Anderson) | Dupla/Grupo de Country |
| - BTS - Jonas Brothers - Maroon 5 | - Dan + Shay - Florida Georgia Line - Old Dominion |
| Canção de Pop/Rock (apresentado por Cara Delevingne) | Álbum de Pop/Rock |
| - Dua Lipa – "Don't Start Now" - Lewis Capaldi – "Someone You Loved" - Post Malone – "Circles" - Roddy Ricch – "The Box" - The Weeknd – "Blinding Lights"                    | - Harry Styles – Fine Line - Taylor Swift – Folklore - The Weeknd – After Hours |
| Canção de Rap/Hip-Hop (apresentado por Laverne Cox) | Álbum de Rap/Hip-Hop |
| - Cardi B (com part. de Megan Thee Stallion) – "WAP" - DaBaby (com part. de Roddy Ricch) – "Rockstar" - Roddy Ricch – "The Box"                                              | - Roddy Ricch – Please Excuse Me For Being Antisocial - Lil Baby – My Turn - Lil Uzi Vert – Eternal Atake |
| Canção de Country (apresentado por Derek Hough) | Álbum de Country |
| - Dan + Shay & Justin Bieber – "10,000 Hours" - Maren Morris – "The Bones" - Blake Shelton & Gwen Stefani – "Nobody but You"                                                 | - Blake Shelton – Fully Loaded: God's Country - Luke Combs – What You See Is What You Get - Morgan Wallen – If I Know Me |
| Canção de Soul/R&B (apresentado por Becky G) | Álbum de Soul/R&B (apresentado por Ciara) |
| - The Weeknd – "Heartless" - Chris Brown (com part. de Drake) – "No Guidance" - Summer Walker – "Playing Games"                                                              | - The Weeknd – After Hours - Doja Cat – Hot Pink - Summer Walker – Over It |
| Canção Latina | Álbum Latino (apresentado por Christian Serratos) |
| - Karol G & Nicki Minaj – "Tusa" - Bad Bunny – "Vete" - Black Eyed Peas & J Balvin – "Ritmo (Bad Boys for Life)"                                                             | - Bad Bunny – YHLQMDLG - Anuel AA – Emmanuel - Bad Bunny – Las que no iban a salir |
| Trilha Sonora | Artista Social |
| - Birds of Prey: The Album – Vários artistas - Frozen II – Vários artistas - Trolls: World Tour – Vários artistas                                                            | - BTS - Billie Eilish - EXO - Ariana Grande - NCT 127 |